# Louise Redknapp
Louise Elizabeth Redknapp (nascida Louise Elizabeth Nurding; Londres, 4 de Novembro de 1974) conhecida profissionalmente como Louise, é uma cantora e celebridade inglesa. Foi membro do Eternal, um grupo de garotas R&B que estreou em 1993 com o álbum Always & Forever. Além da cantora, Redknapp é apresentadora de televisão. É casada com o ex-futebolista e comentarista esportivo Jamie Redknapp. 